# Deutsches Historisches Museum
Il Deutsches Historisches Museum (DHM; letteralmente "Museo storico tedesco") è un museo di Berlino dedicato alla storia tedesca e si definisce come luogo di illuminazione e comprensione della storia comune dei tedeschi e degli europei .
Il museo si trova nel palazzo dell'ex Arsenale sul viale Unter den Linden, nonché nella sala espositiva adiacente progettata dall'architetto cinese Ieoh Ming Pei.
Il Museo Storico Tedesco ha la forma giuridica di una fondazione registrata dalla Repubblica federale di Germania. L'organo di amministrazione più alto (Kuratorium) è formato da rappresentanti del governo federale, del Bundestag tedesco (Parlamento) e i governi dei Länder tedeschi (o Stati).
Il museo è stato fondato il 28 ottobre 1987 in occasione del 750º anniversario della fondazione di Berlino ed è stato inaugurato nel Palazzo del Reichstag, nella ex Berlino Ovest. Il progetto del museo fu fortemente sostenuto dal cancelliere Helmut Kohl.
Il museo ha al suo attivo sezioni dedicate alla cultura della vita quotidiana, stampe antiche, archivi di documenti e foto, collezioni di film, sculture, quadri, stampe, oggetti militari, numismatica.

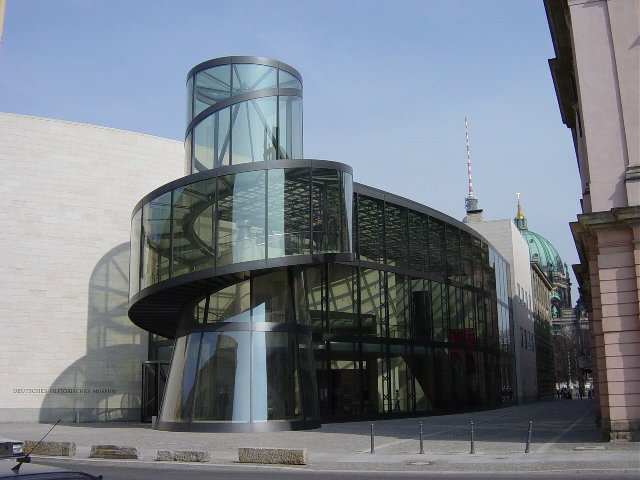
Sala espositiva progettata da Ieoh Ming Pei

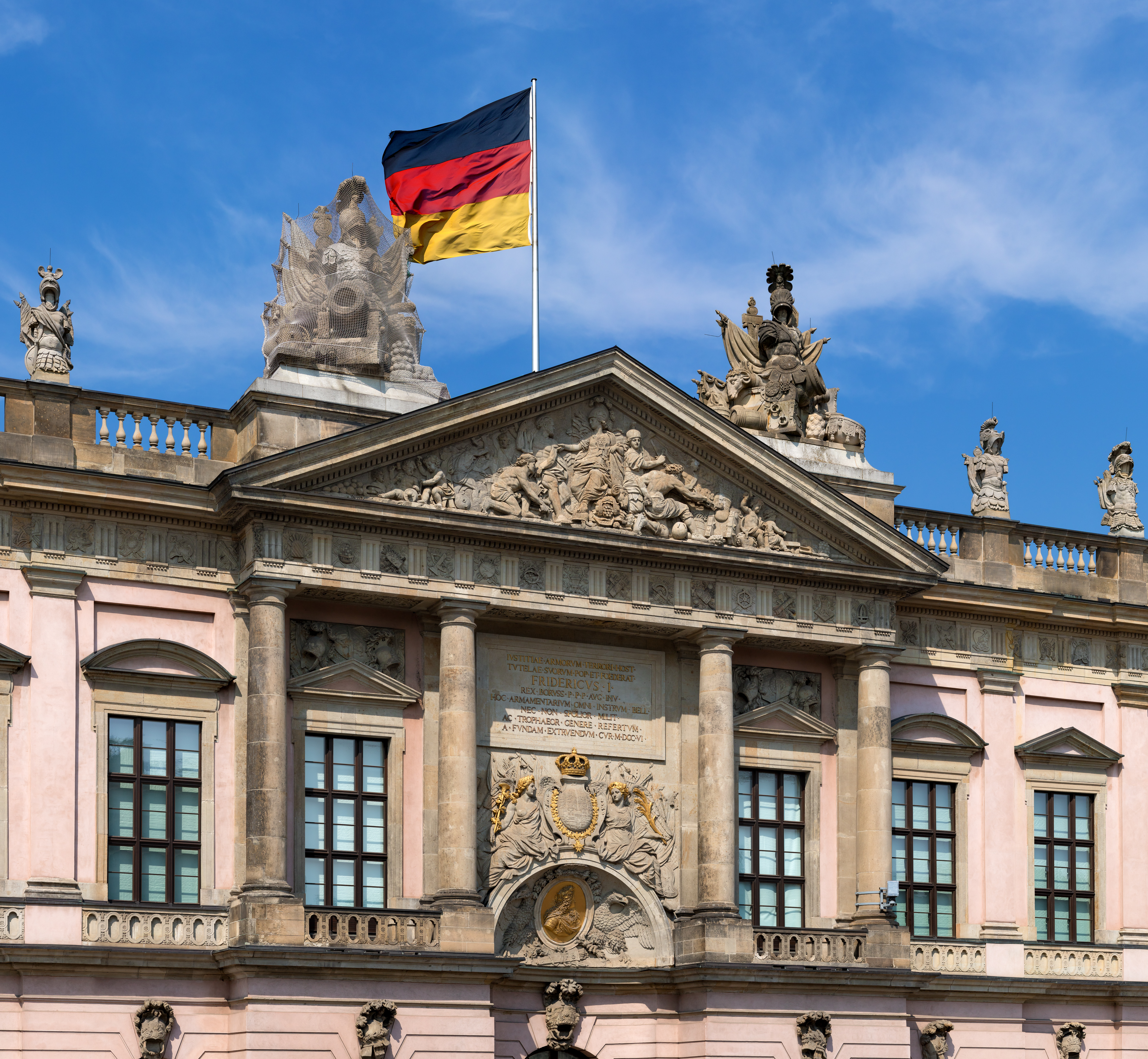

## Lemo
In collaborazione con la Haus der Geschichte der Bundesrepublik Deutschland a Bonn, il Deutsches Historisches Museum gestisce un ampio servizio Internet chiamato Lemo (Lebendiges Virtuelles Museum on-line), con informazioni sulla storia tedesca dal 1871 ad oggi. Più di 30.000 pagine HTML, 165.000 immagini e clip audio e video sono disponibili sul web.

## Amministrazione
Direttori Generali del Museo e Presidente della Fondazione:
- Christoph Stölzl (1987-1999)
- Hans Ottomeyer (2000-2011)
- Alexander Koch (2011-2016)
- Raphael Gross (dall'aprile 2017)